# Luino
Luino er en by ved Lago Maggiore i det nordlige Italien nær grænsen til Schweiz. Administrativt hører byen til provinsen Varese, en del af regionen Lombardiet.
Byen fungerer som knudepunkt for en betydelig godstrafik, både via vej og bane, med jernbaneforbindelser i retning mod Novara, Milano i Italien og Bellinzona i Schweiz.
Luino er kendt for sit ugentlige marked, der finder sted om onsdagen. Markedet siges at være det største af sin art i Europa.